# Degas (krater)
Degas är en nedslagskrater på planeten Merkurius. Degas är ungefär 54 kilometer i diameter.
Den upptäcktes av den amerikanska rymdsonden Mariner 10.
1979 namngavs den efter den franske konstnären Edgar Degas.